# ルクセンブルク包囲戦 (1684年)
ルクセンブルク包囲戦（ルクセンブルクほういせん、英語: Siege of Luxembourg）は再統合戦争中の1684年4月27日から6月7日まで行われた、フランス王ルイ14世によるスペイン領ルクセンブルク要塞の包囲。再統合戦争において最も大規模な戦闘であるこの包囲戦によりフランスの隣国は警戒を強め、1686年のアウクスブルク同盟締結につながった。これにより勃発したアウクスブルク同盟戦争においてフランスはルクセンブルクの放棄を余儀なくされ、1697年のレイスウェイク条約でスペイン・ハプスブルク家に返還した。

## 背景
ルイ14世の再統合政策では戦略要地であるルクセンブルク市を獲得することが重要であった。ルクセンブルクはスペインの統治下にあったが、法的には神聖ローマ帝国の属領だった。ルクセンブルク市は1681年から1682年にかけて包囲され、その住民が包囲に苦しんだが、包囲は失敗、フランス軍はルクセンブルク公国を占領したにとどまった。
1683年、ルイ14世はルクセンブルクを征服すべく再統合戦争を開始した。同年12月、フランス軍は臼砲でルクセンブルクへの砲撃を開始、砲弾約6千枚が発射された。
ルクセンブルク要塞は当時、近世の築城術で築かれたわけではなかったが、周辺の地理により保護されていた。1683年の砲撃でルクセンブルク市は多大な損害を受けたが、要塞自体は状態がよく、あまり損害を受けていなかった。

## 包囲
1684年1月、フランス元帥フランソワ・ド・クレキはルクセンブルクをスペイン本軍切り離すことに成功した。本当の目的を隠すために軍勢2万がブリュッセルとルクセンブルクの間に配置された。セバスティアン・ル・プレストル・ド・ヴォーバンがルクセンブルクの包囲を指揮した。
フランス軍は2万5千人で大砲70門以上を有し、また工兵40人を有していた。スペイン駐留軍はシメイ公爵とティル伯爵率いる、兵士4,090と軍馬600だった。また志願した住民600人もいたが、装備と弾薬が不足した。
包囲軍が4月28日と5月8日に防御陣地を築き始めたことで包囲が開始された。徴集された農民を含む1万2千人が駆り出され、ほかにはメス、トゥール、ヴェルダンの住民も徴集された。
守備軍は包囲軍の陣地築きを妨害しようとした。5月1日にはソーティが派遣され、一部で陣地を築いていた人を追い出すに成功、その陣地も破壊できたが、フランス軍の反撃によりソーティ部隊が要塞に戻った。
ヴォーバンは攻撃を平原にある正門に集中するとしたが、ほかにも標的をいくつか選び、また陽動攻撃も計画した。5月のはじめから、攻城用の坑道が掘られ、フランス軍は2方向から要塞に接近した。最も近い門からはまだ銃の射程の半分の距離があったが、2つの坑道は塹壕で繋がれていた。フランス軍は砲台を4門設置、それを正門に向けた。普通の大砲のほか、臼砲も使われた。5月8日の夜に砲撃が開始され、翌9日に守備軍がソーティ部隊をいくつか派遣して攻城用の建築をいくつか破壊したが、その建設を止めることができなかった。11日には要塞内の遮蔽付きの通路から30歩の距離になった。塹壕を繋ぐ3つの平行壕が掘られ、さらなる大砲が運び込まれた。ほかの場所でも塹壕掘りが進み、ルクセンブルク市に接近していた。
5月14日からは両軍とも砲撃、地上にいる包囲軍は守備軍からの砲火に晒された。守備軍は坑道を掘って攻城用の建築を倒壊させた。砦からの砲火が最も激しかったため、フランス軍は砲台をリダウトに向けた。18日、フランス軍はマリー砦（Marie）の通路の1つに侵入することに成功、接近戦となった。翌日には守備軍がこの一部が地底にある通路から追い出された。守備軍は予めそれを爆破する準備をしたが、爆破は失敗した。
バーレーモン砦（Barlaimont）が3日間の激しい砲火に晒された後、守備軍は5月21日の夜にバーレーモンから撤退した。これによりフランス軍は遮蔽のある通路全体を占領、大砲をよりルクセンブルク市に近い位置に移動することができた。24日にはフランス軍の攻撃の主要な目標が激しい砲火に晒され、翌25日に守備軍が激しい戦闘の後内側にある遮蔽のある通路から追い出されたが、守備軍は爆弾を爆発させてフランス軍の多くを殺傷した。
フランス軍は坑道を掘り続け、27日には地底で爆弾を爆発させてバーレーモン堡障を壊した。29日と30日にも守備軍がもはや守り切れないと考えた陣地から撤退、31日には主城壁まで退いた。バーレーモン堡塁もフランスの爆弾兵の工作により危機に陥った。
要塞の指揮官は作戦会議を開いた。救援軍の望みがなく、ルクセンブルクが占領された後に略奪や虐殺がなされることを恐れたため、彼は降伏の交渉を開始したが失敗、両軍の砲火がさらに強くなった。城塞ではフランス軍の攻撃で城壁に穴が開きはじめ、やがて守備もままならなくなったため守備軍は6月3日に白旗を掲げて交渉を求めた。両軍とも停火し、すぐに栄誉を保持した降伏を交渉した。
4日後、生還した駐留軍1,300人から2,000人（文献によって人数が違う）が軍馬と武器をもって退去することを許された。

## その後
包囲戦において、フランス軍は昼夜砲撃を続け、砲弾を合計5万5千枚発射した。駐留軍の損害は死者と傷病者の合計が2,700人で、ルクセンブルクの志願兵は80人が死亡した。フランス軍の損害は8千人だった。包囲は多くの損害を出しただけでなく、373,000リーブルと高価でもあった。
ルクセンブルクを占領した後、フランス軍はトリーアに進軍してそれを占領、トリーアの要塞も破壊した。その後、フランス軍はケルン選帝侯の許可を得てケルン選帝侯領に侵入した。
ルクセンブルクを占領したことでルイ14世は戦争の目標を達成、和平を模索し始めた。ヴォーバンはルクセンブルク要塞を再建、拡大した。ルクセンブルクを征服したことで、フランスによる南ネーデルラント統治への道が開かれた。